# Andrew Thomas Gage
Andrew Thomas Gage (14 de diciembre de 1871, Aberdeen, Escocia - † 21 de enero de 1945 , Strathpepper, Ross, Escocia) fue un botánico escocés y director médico.

## Vida y obra
Andrew Thomas Gage era hijo de Robert Gage en Aberdeen. Tras la finalización de la Escuela de Gramática en Old Aberdeen, estudió botánica y medicina en la Universidad de Aberdeen, donde en 1891 obtuvo su Master en Artes; en 1893: Licenciatura en Ciencias y en 1896 se graduó de Licenciado en Medicina. De 1894 a 1896 fue un médico de campo con el grado militar de teniente (Surg.-Teniente.) en el Servicio Médico de la India.
De 1897 a 1898 fue curador del herbario del Jardín Botánico de la India, en Calcuta. De 1898 a 1905 fue director de ese Jardín Botánico. Entre 1917 y 1918, fue responsable, en nombre del ejército en la India británica para la fabricación de la quinina de la corteza de quina.
En 1901, Gage es electo miembro de la Sociedad linneana de Londres. De 1924 a 1929 fue bibliotecario y secretario adjunto de esa sociedad.
Andrew Thomas Gage fue un coleccionista apasionado de plantas, y llevaba, entre las cosas de otros, el estudio botánico de la India y las colecciones del Royal Botanic Gardens, Kew en Malasia, Birmania, Sikkim, Assam y Chittagong.

## Obras (selección)
- 1901. A Botanical Tour in the South Lushai Hills (Un paseo botánico en el sur Lushai Hills)
- 1901. On the anatomy of the roots of Phoenix paludosa Roxb. (En la anatomía de las Raíces de Phoenix paludosa Roxb.)
- 1903. A Census of the Indian Polygonums (Un censo de la hindú Polygonum)
- 1904. The Vegetation of the District of Minbu in Upper Burma (La vegetación del Distrito de Minbu en el norte de Birmania)
- 1912. Catalogue of Non-herbaceous Phanerogams Cultivated in the Royal Botanic Garden, Calcutta (Catálogo de la No-Fanerógamas herbáceas en el Real Jardín Botánico de Calcuta)
- 1916. Letters to Nathaniel Wallich, 1819-1821 (Cartas a Nathaniel Wallich, 1819-1821)
- 1918. Report on the extension of Cinchona cultivation in India (Informe sobre la extensión del cultivo de la quina en la India)
- 1922. Euphorbiaceae novae e Peninsula Malayana (Euphorbiaceae novae y la Península malaya)
- 1938. A History of the Linnean Society of London (Una historia de la Linnean Society de Londres)

- La abreviatura «Gage» se emplea para indicar a Andrew Thomas Gage como autoridad en la descripción y clasificación científica de los vegetales.[1]